# Торос II
Торос II Великий (вірм. Թորոս Բ) (? — 6 лютого 1169) — вірменський князь із династії Рубенідів, п'ятий інкнакал (володар) Вірменської Кілікії і тагавор айоц (король вірменський).

## Життєпис

### Ранні роки
Торос був сином правителя Кілікії Левона I, який проводив війни з візантійцями та антіохійцями. У червні 1137 року візантійські війська захопили рівнинну Кілікію, а згодом, після тридцятисемиденної облоги, столицю князівства Рубенідів — Аназарб. За деякий час було взято у полон вірменського князя, який переховувався у своєму родовому замку Вахка. Полонений Левон I разом з дружиною та двома синами — Рубеном і Торосом, був відправлений до Константинополя. Два інших сина — Млех і Стефан, перебували у безпеці в Едеському графстві, у Беатріс, сестри
Левона й матері графа Жослена II Таким чином Кілікія на деякий час була включена до складу Візантії.

### Правління

#### Війна з Візантією
За кілька років, у 40-их роках XII століття, син Левона I царевич Торос, утік з візантійського полону. З'явившись 1145 року в рідній Кілікії, він повернув під свій контроль спочатку невеликий регіон Таврських гір із родовими фортецями Вахка й Амуд. 1151 року, одружившись із дочкою сеньйора Рабана та уклавши союз із латинянами, Торос повернув рівнинну Кілікію, яка на той момент перебувала у складі Візантії. В результаті військової операції, проведеної Торосом, були повернуті Аназарб, Тарс, Маместія та панівний над проходами Аманських гір Тіл (Топраккала), а також був узятий у полон візантійський намісник у Кілікії. Дізнавшись про це, Мануїл Комнін, сподіваючись на допомогу про-візантійських вірменських князів Ламброна й Паперона, відрядив до Кілікії військо на чолі з Андроніком Комніном. Візантійська армія, увійшовши до регіону, стикнулась з армією Тороса II. Зазнавши низки поразок та істотних втрат, візантійці були змушені залишити Кілікію. Після такої перемоги відбулась перша спроба об'єднання двох родин-суперниць Рубенідів та Ошинідів, останні навіть почали брати участь у виступах проти греків. Союз мав бути скріплений шлюбом між малолітніми дітьми, сином Ошина — Хетумом III, та однією з дочок Тороса II..
Після повернення переможеного Андроніка до Константинополя Мануїл I Комнін, будучи неспроможним втрутитись, 1156 року нацькував двох сусідів проти Тороса: спочатку сельджуків, армія яких була розгромлена вірменами на підступах до Таврських гір, а потім і принца Антіохії Рено де Шатільйона. Останній, після того як візантійський імператор не додержав слова, перекинувся на бік вірменського князя. 1158 року Мануїл Комнін уже сам очолив третю й останню кампанію в Кілікії та Сирії. Візантійські війська з боями захопили кілікійську рівнину, в результаті чого Торос відступив і закріпився у горах. Одразу після цього Рено де Шатільйон склав присягу на вірність візантійському імператору. За якийсь час між Мануїлом і Торосом було укладено мирну угоду, за якою останній мав отримати частину імператорських повноважень, при цьому в Кілікії мав постійно перебувати візантійський ставленик із військовим гарнізоном.

#### Перемир'я
Однак діяла угода не довго. Перший же з візантійських намісників, Андронік Евфорбенос, який був кузеном Мануїла, відзначився тим, що 1162 року організував убивство брата Тороса — Стефана, який розширював свої території та не вважав себе підпорядкованим Візантії. Вірменський князь, попри те, що візантійський ставленик був замінений Каламаном, так і не пробачив убивства брата. Тим часом ситуація на християнському сході продовжувала погіршуватись. 1164 року утворилась християнська коаліція, до якої увійшли новий принц Антіохії Боемунд III, граф Триполі, візантійський полководець Каламан і вірменський князь Торос. Союзники, які не прислухались до прохання Тороса дочекатись приєднання до коаліції короля Єрусалиму, кинули виклик володарю Алеппо. Як результат, сталась «Харимська катастрофа»: Нур ад-Дін, за винятком Тороса захопив у полон всіх християнських лідерів. До того моменту союз між двома вірменськими родами в результаті антвізантійської діяльності Тороса II, який так і не пробачив убивства свого брата, був на межі розриву. Занепокоєний цими суперечками, католикос вірменів Григорій III Пахлавуні відрядив до Тороса свого брата Нерсеса Шноралі, якому успішно вдалось загасити конфлікт.
Тим часом після ув'язнення свого представника Мануїл на вакантну посаду до Кілікії відрядив Олексія Аксуха. Новий ставленик був гарним теологом, він пристрасно проводив бесіди з Нерсесом Шноралі, в результаті чого 1165 року виникли ідеї екуменізму між вірменською та грецькою церквами. Але вірменсько-грецькому зближенню не судилось статись, за рік цьому завадили дві події: Олексій Аксух за наклепом вирушив у монастир, а Нерсес Шноралі став новим католикосом і втратив можливість вільно подорожувати.
Після заслання Аксуха Мануїл Комнін на його місце призначив Андроніка, який 15 років тому зазнав поразки від вірменського князя. 1167 року, внаслідок розгульного образу життя, Андронік був відкликаний, а на його місце було призначено викупленого з полону Каламана. Останньому імператором було доручено позбавити Тороса влади над Кілікією. Однак цей план провалився, вірменські війська узяли Каламана в полон, а Мануїл знову був змушений його викупати.

## Смерть
Торос II Рубенід помер 9 лютого 1169 року. Вірменський правитель не зміг підкорити рід Хетумідів (Ошинідів), проте зміг попередити й відбити всі візантійські зазіхання на Кілікію, тим самим намітивши шлях до остаточного встановлення в регіоні вірменської влади.

## Родина
Мав дочку Риту Вірменську — була одружена з князем Ламброна Хетумом III